# Геллерт (отель)
Отель «Геллерт» (венг. Gellért Szálló, также Danubius Hotel Gellért) — здание в Будапеште в архитектурном стиле модерн, на правом берегу Дуная, у подножия холма Геллерт.
Отель известен термальными купальнями своего спа-комплекса, архитектурно составляющего единое целое с гостиницей, но управляемого отдельной компанией и принадлежащего городским властям. Купальни включают в себя бассейны под крышей и под открытым небом.

## История
Автором проекта отеля, названного «Святой Геллерт» (венг. «Szent Gellért») в честь Герарда, первого венгерского епископа и католического святого-мученика, стал венгерский архитектор Армин Хегедус в соавторстве с Артуром Себестьеном и Изидором Стерком. Проект был выполнен в стиле венского сецессиона с элементами биоморфизма. Его интерьеры созданы в стиле ар-нуво и включают в себя высокий стеклянный купол и орнаменты из кованого железа. Лестница, ведущая от стойки регистрации, украшена витражами на мотив «Погоня за чудесным оленем» из венгерской мифологии. Купальни декорированы мозаиками и статуями.
Возведение началось в 1912 году, но строительство замедлилось из-за Первой мировой войны. Открытие состоялось лишь в сентябре 1918 года, когда война заканчивалась, а Австро-Венгрия погружалась в хаос. Когда Венгрия в 1919 году стала независимой страной, отель был передан в пользование национальному правительству. В первые годы своего существования он стал настолько успешным, что в 1927 году был расширен, к нему пристроен бассейн, а известный ресторатор Кароли Гундель взял на себя управление ресторанами отеля.
Отель серьезно пострадал во время Второй мировой войны. Послевоенные коммунистические власти убрали из его названия слово «Святой». В 1946 году началась реставрация, продлившаяся до 1962 года. В 1981 году отель перешел под управление сети Danubius Hotels, которая выкупила его в 1996 году.
24 июня 2019 года отель был продан инвестиционной компании Indotek, которая закрыла с 1 декабря 2021 года отель на реконструкцию. Купальни, принадлежащие муниципалитету, продолжают работать.
В соответствии с договором купли-продажи акций, подписанным 9 декабря 2022 года, отель будет принадлежать BDPST Group после завершения процесса сделки.

## В культуре
Ежегодная церемония вручения международной литературной премии «Мемориальный меч Балинта Баласси» проводится в отеле с момента своего учреждения в 1997 году.
Также отель является местом действия ряда фильмов.

## Галерея
Отель

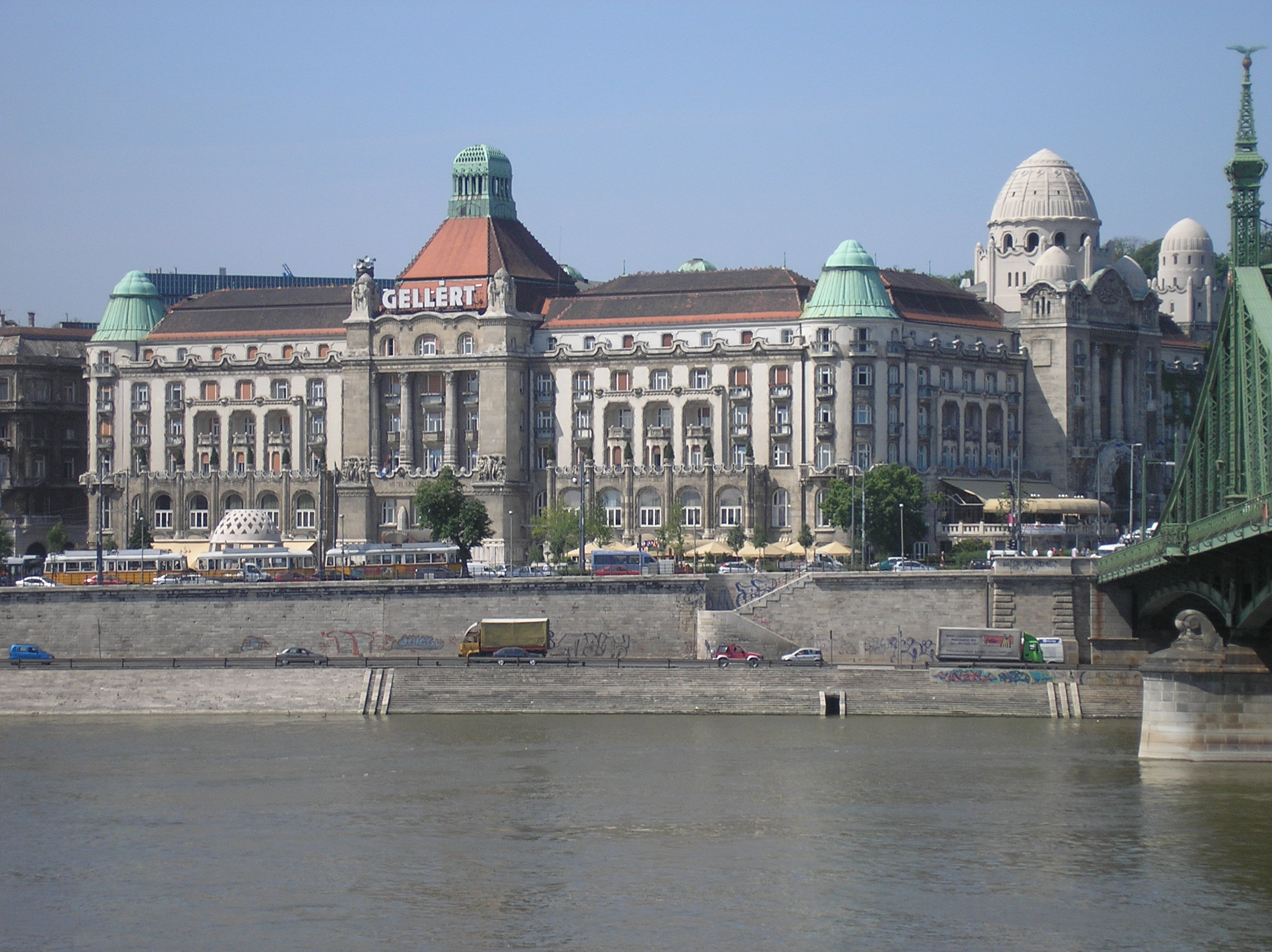
Вид на отель и купальни с моста Свободы
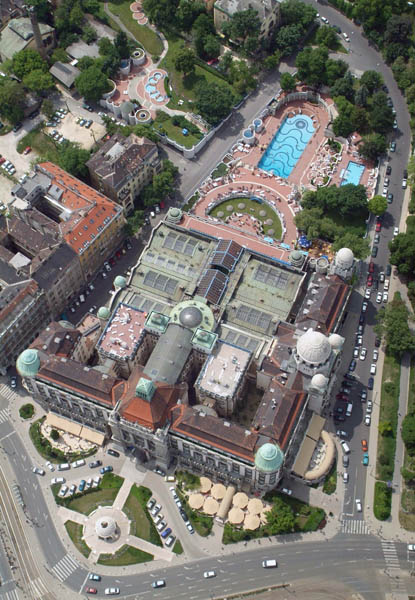
Вид отеля и купален с воздуха
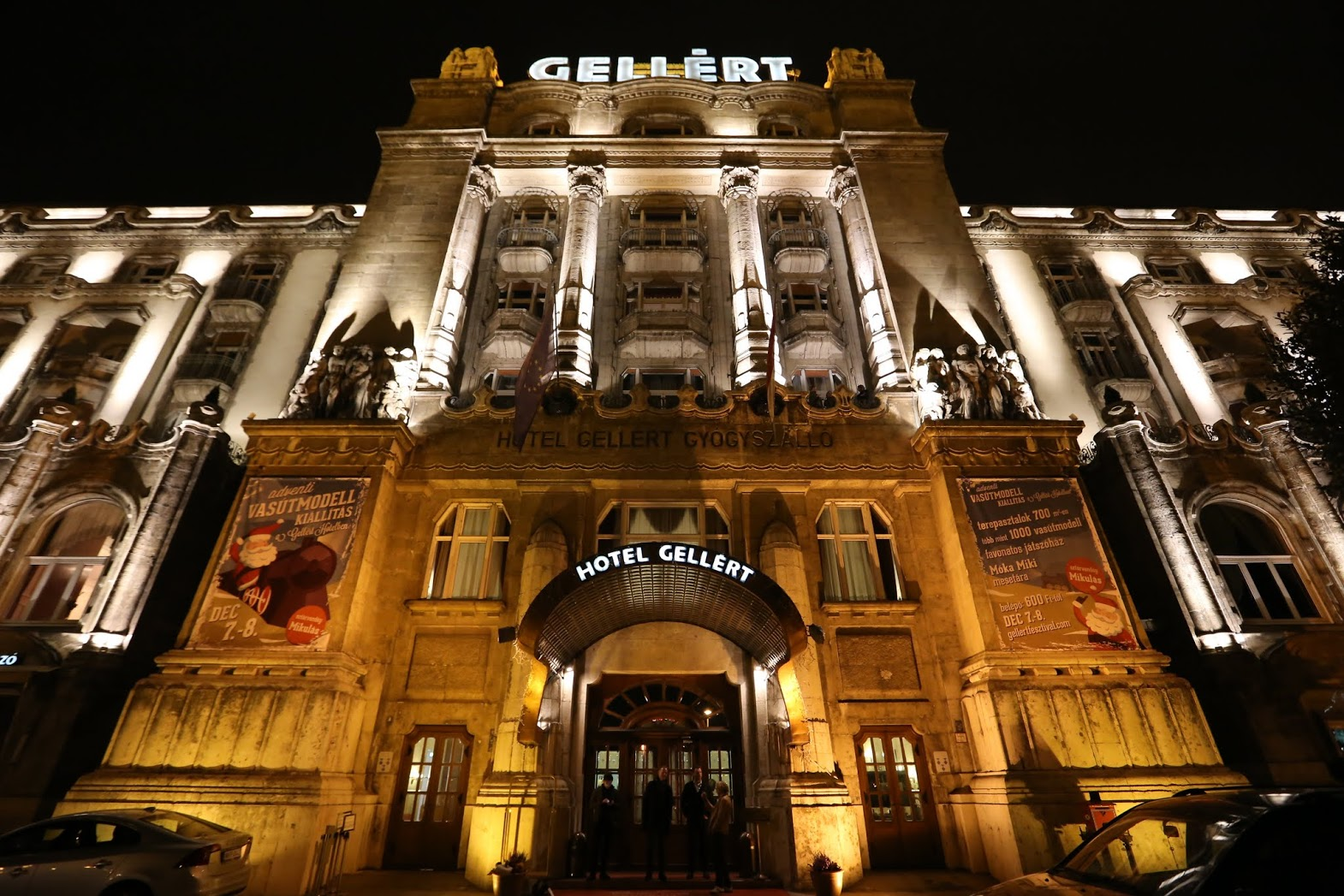
Главный фасад ночью
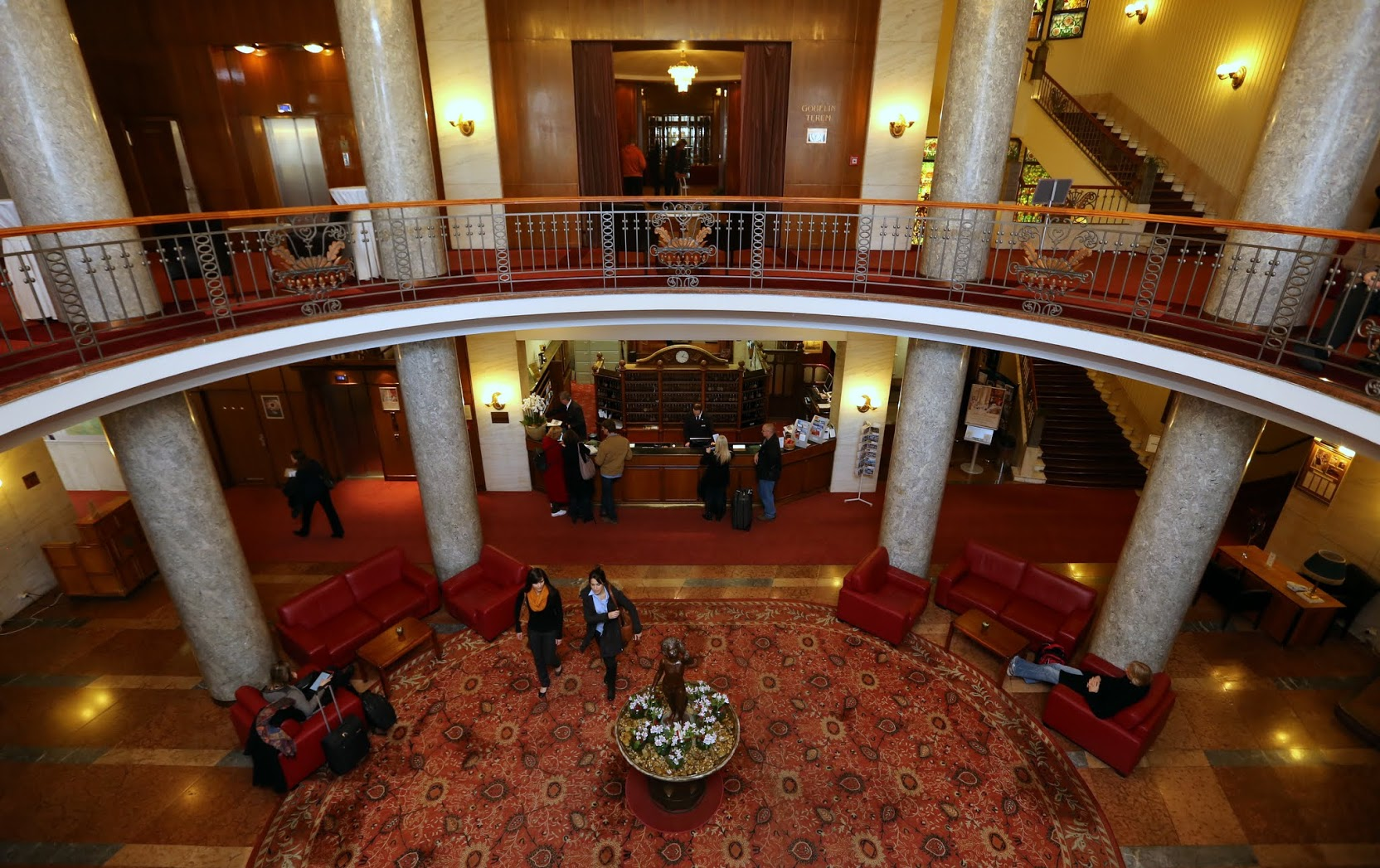
Лобби
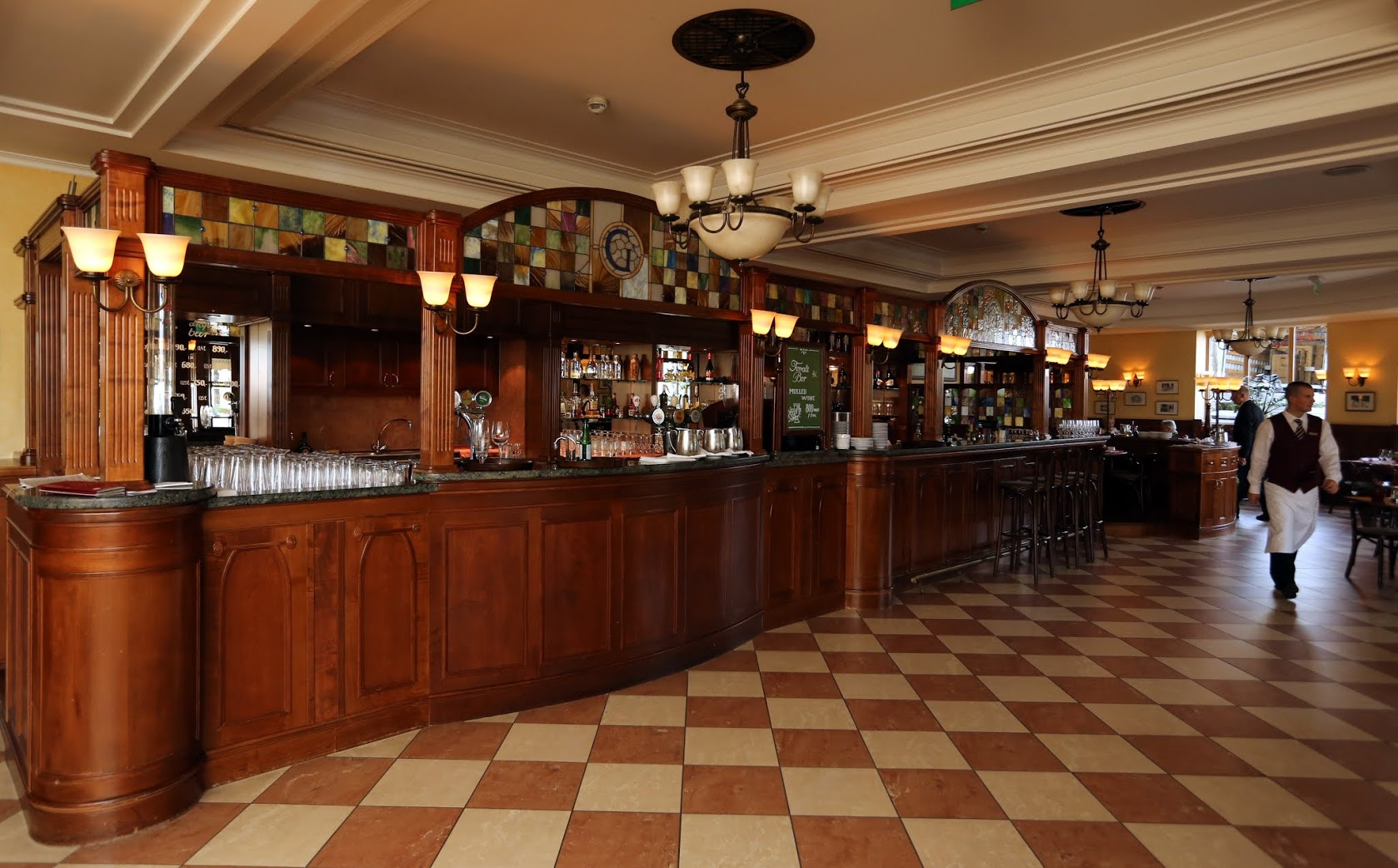
Кафе
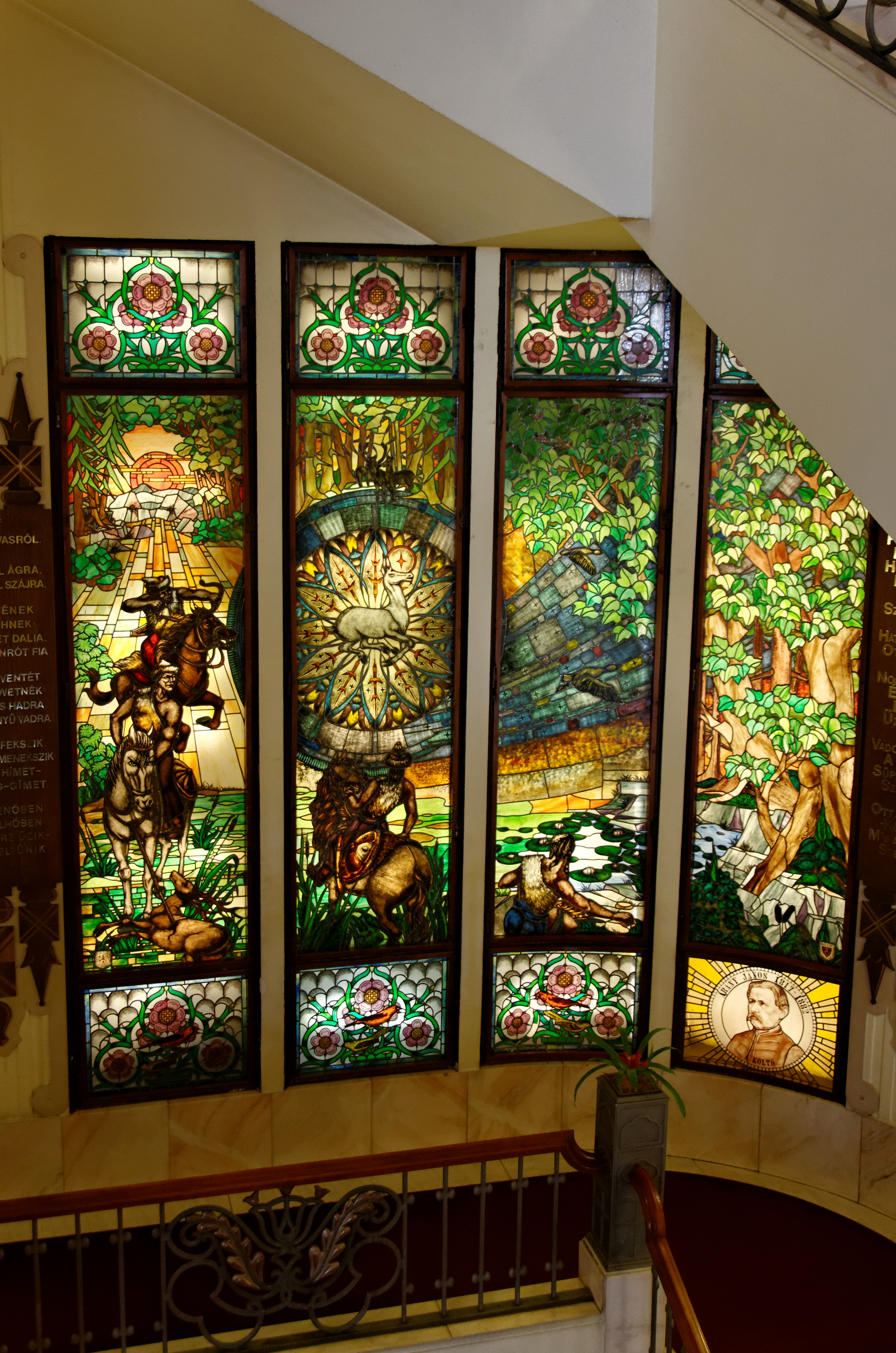
Витраж «Погоня за чудесным оленем»
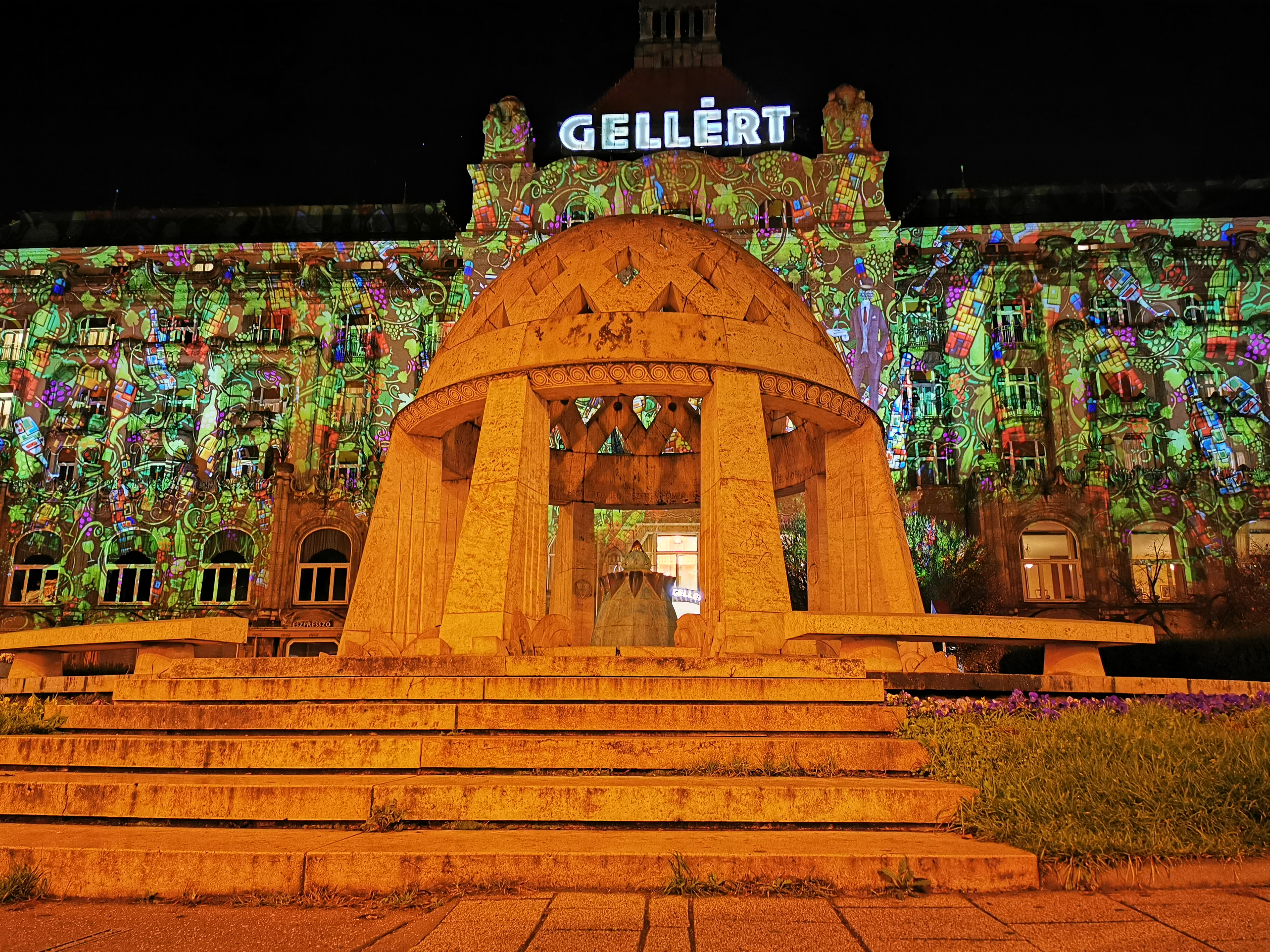

Купальни

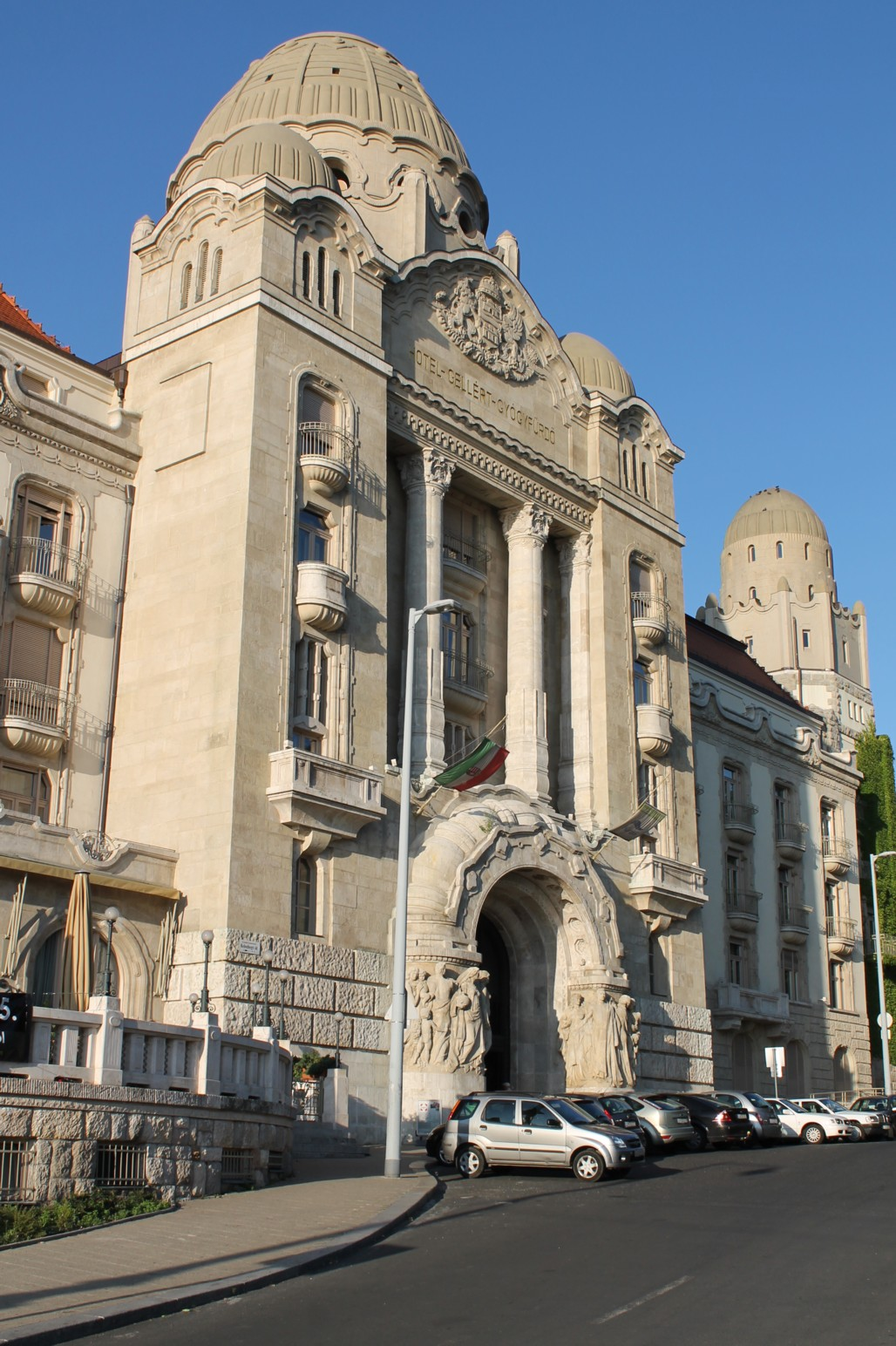
Вход в купальни
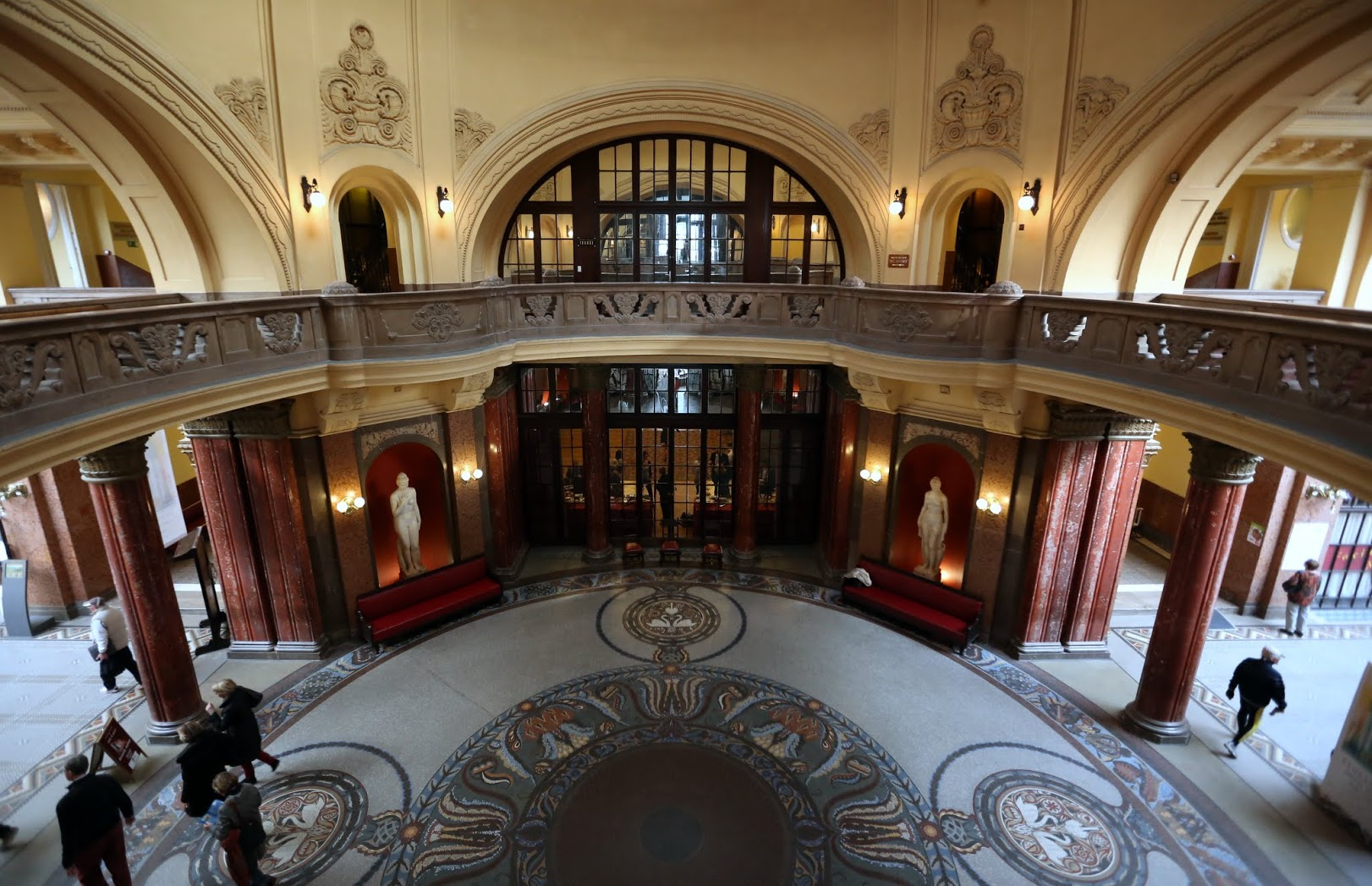
Лобби
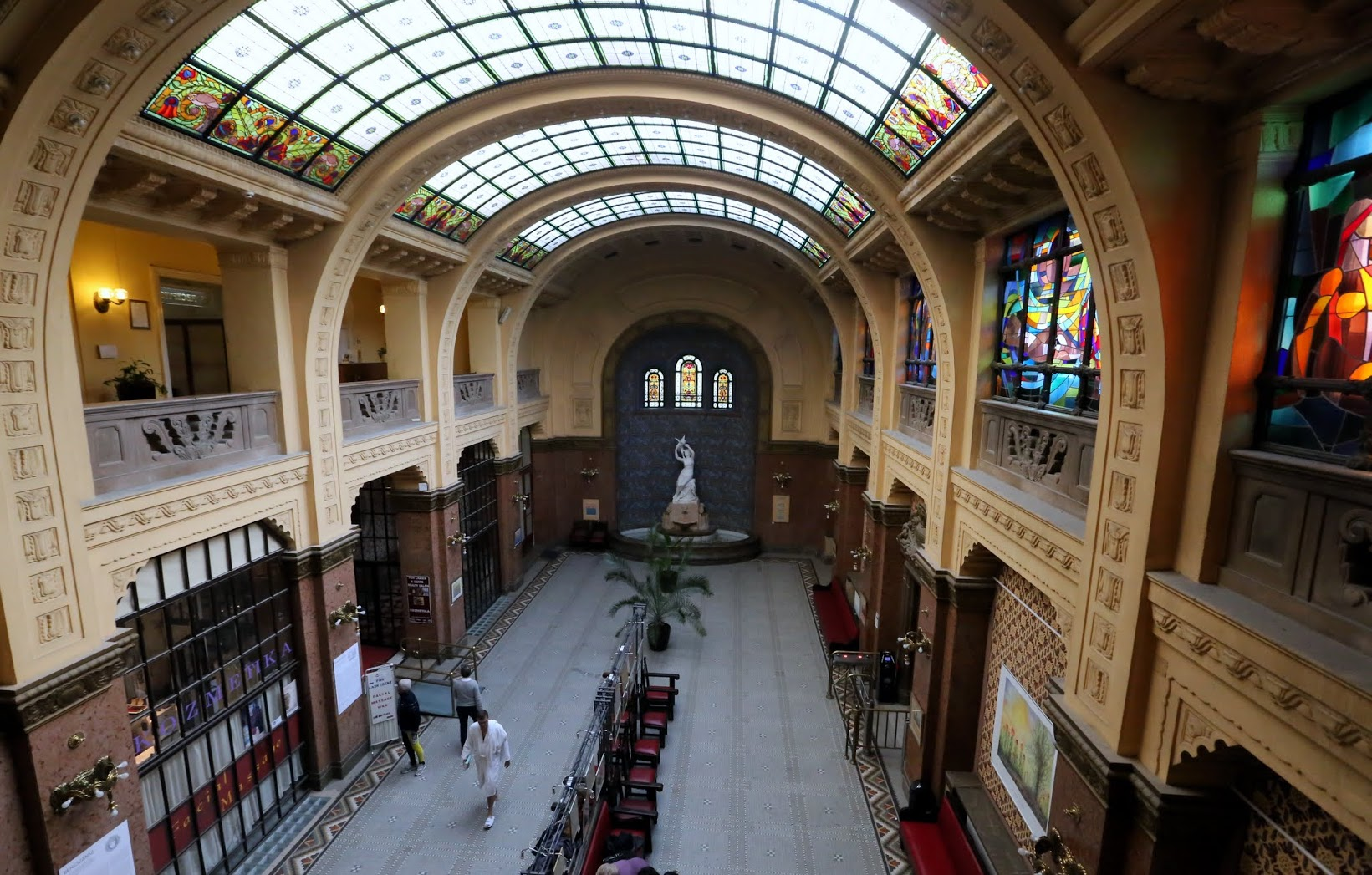
Холл
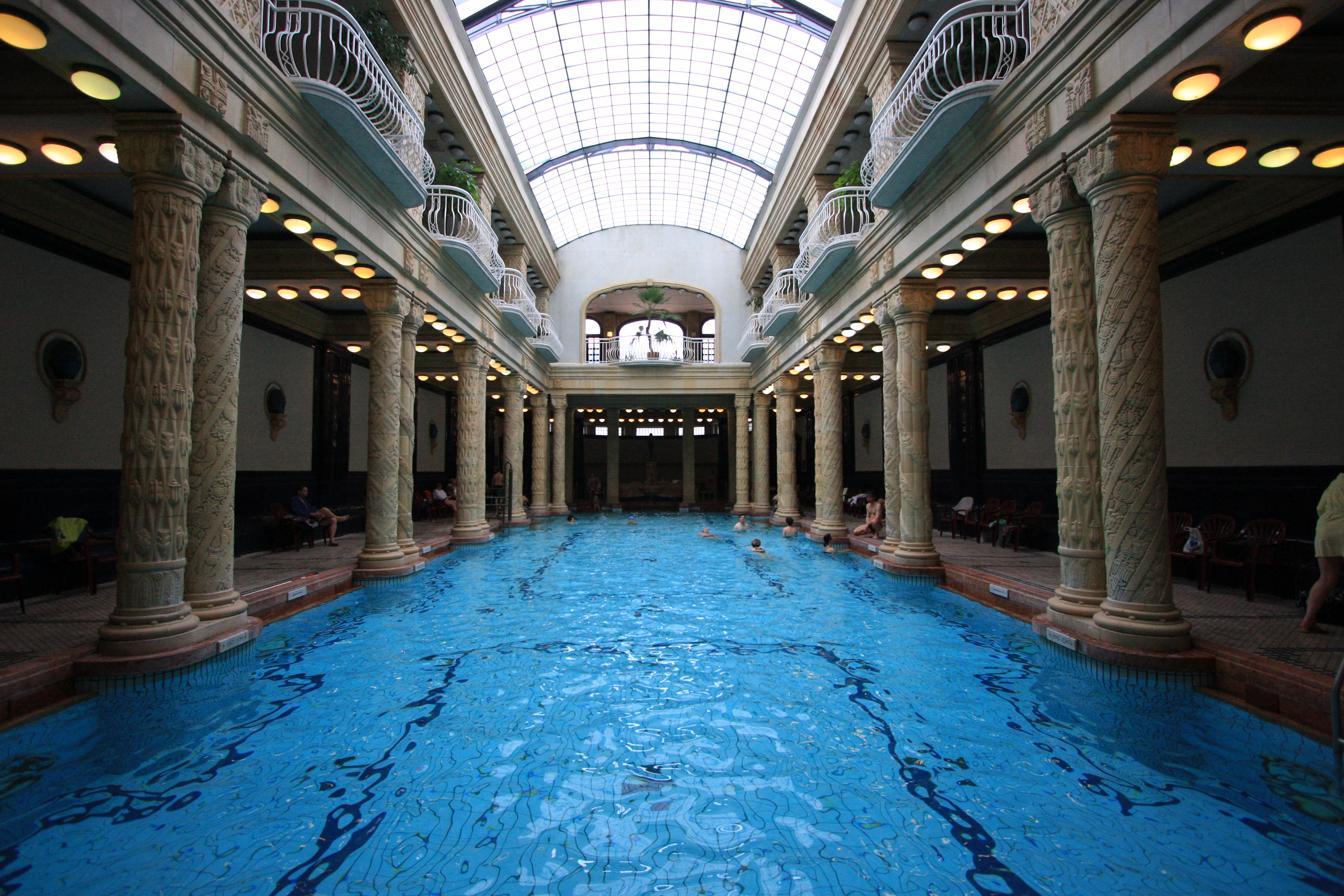
Бассейн
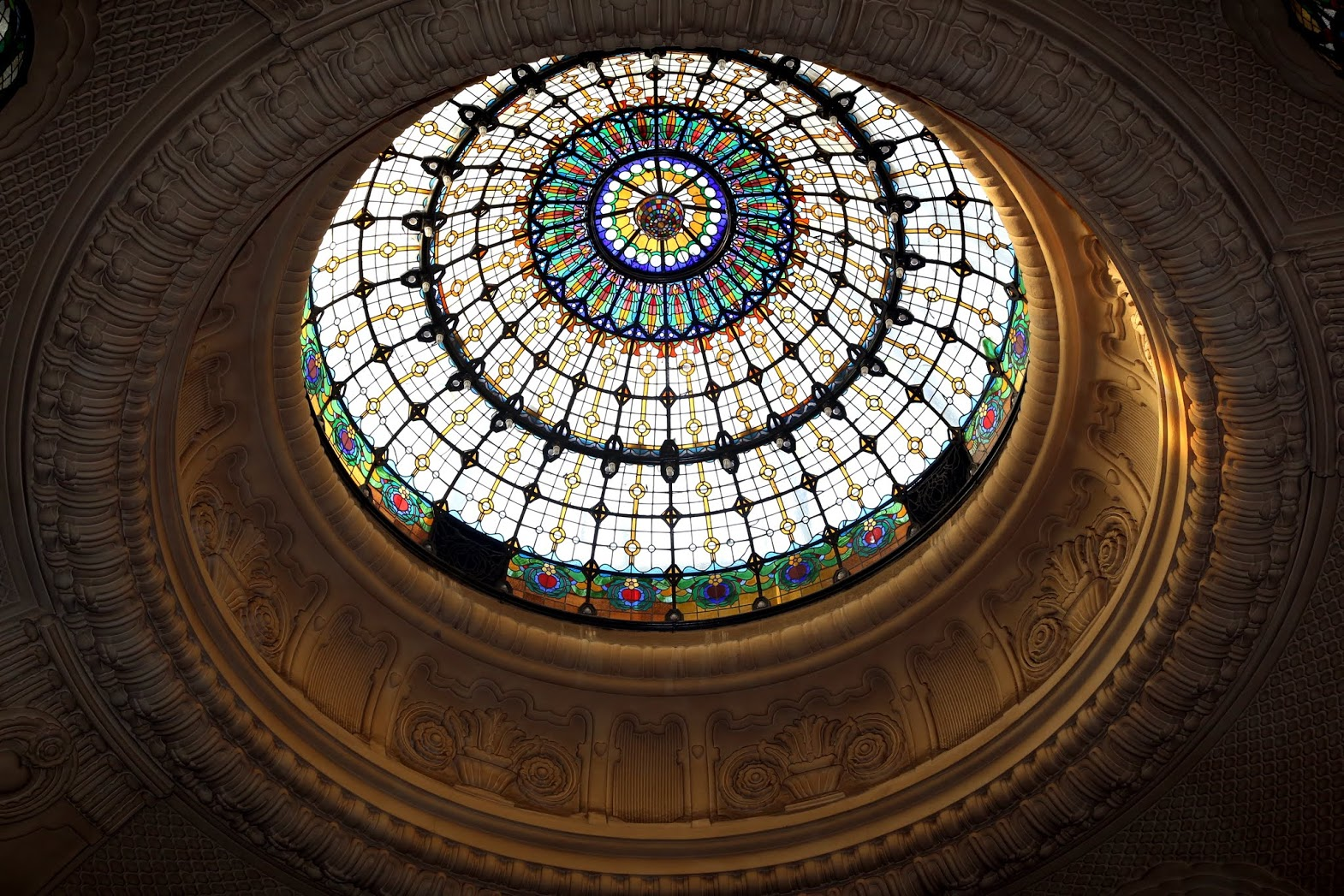
Купол
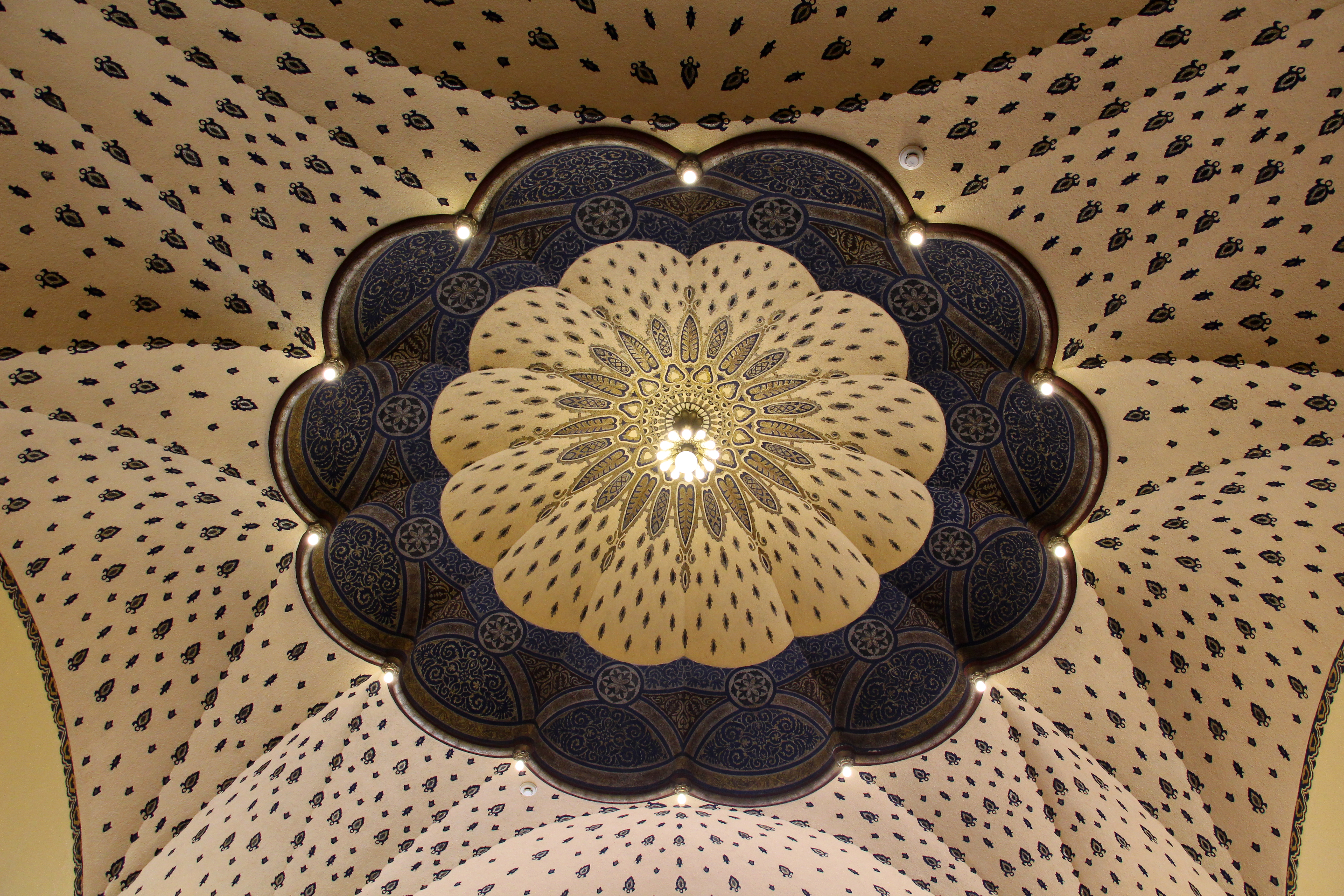
Свод